# The Real Folk Blues (альбом Мемфіса Сліма)
The Real Folk Blues — збірка пісень американського блюзового музиканта Мемфіса Сліма, випущена у 1966 році лейблом Chess. Стала п'ятим випуском у серії «Real Folk Blues».

## Опис
Після того, як Chess відкрив аудиторію слухачів фолк-блюзу серед білого населення, власники лейблу вирішили започаткувати серію альбомів під назвою «Real Folk Blues». Цей альбом є п'ятим випуском у серії і включає ранні записи Мемфіса Сліма, зроблені на початку 1950-х. І незважаючи на те, що потім він записав багато сесій, на яких він грав сольно на фортепіано, на цих 12 піснях Слім грає у складі різних комбо. Серед пісень збірки «Having Fun» і джем «Trouble Trouble».

## Список композицій
1. «My Baby» (Пітер Четмен) — 3:00
2. «Trouble Trouble» (Пітер Четмен, Льюїс Сімпкінс) — 2:28
3. «Slim's Blues» (Пітер Четмен) — 2:24
4. «Tiajuana» (Пітер Четмен) — 2:39
5. «I Guess I'm a Fool» (Пітер Четмен) — 2:45
6. «Really Got the Blues» (Пітер Четмен) — 2:33
7. «Feeling Low» (Пітер Четмен) — 2:28
8. «For a Day» (Пітер Четмен) — 2:38
9. «Mother Earth» (Льюїс Сімпкінс, Пітер Четмен) — 2:36
10. «Blues For My Baby» (Пітер Четмен) — 2:35
11. «Marack» (Пітер Четмен) — 2:25
12. «Having Fun» (Пітер Четмен) — 2:18

## Учасники запису
- Мемфіс Слім — вокал, фортепіано

Технічний персонал
- Ральф Басс — продюсер
- Дон С. Бронстайн — дизайн
- Віллі Діксон — текст
- Джеррі Філдс — редактор